# Мозаичная культура
Мозаичная культура — социокультурная ситуация, характеризующаяся случайным, хаотическим восприятием разнородной информации большинством субъектов, в результате чего эта информация не организуется сознанием субъекта в иерархически упорядоченные структуры, а состоит «из разрозненных обрывков, связанных простыми, чисто случайными отношениями близости по времени усвоения, по созвучию или ассоциации идей. Эти обрывки не образуют структуры, но они обладают силой сцепления, которая не хуже старых логических связей придает „экрану знаний“ определенную плотность, компактность, не меньшую, чем у „тканеобразного“ экрана гуманитарного образования». Концепция «мозаичной культуры» была сформулирована в развёрнутом виде французским социопсихологом Абраамом Молем.
Возникновение мозаичной культуры, по мнению Моля, тесно связано с работой средств массовой информации, рассчитанной на низкий интеллектуальный уровень адресата.
От Моля концепция мозаичной культуры была воспринята рядом публицистов — в частности, Сергеем Кара-Мурзой, писавшим о том, что мозаичная культура, в противовес пронизанной ценностными вертикалями традиционной гуманитарной культуре, «воспринимается человеком почти непроизвольно, в виде кусочков, выхватываемых из омывающего человека потока сообщений».